# Tomorrow (Morrissey)
Tomorrow è un brano del cantante inglese Morrissey.
Pubblicato anche come singolo, l'8 settembre del 1992 dalla Sire/Reprise, per il solo mercato americano, il brano è contenuto anche nell'album Your Arsenal.

## Realizzazione
Scritto assieme a Mark Nevin e prodotto da Mick Ronson, il disco raggiunse la posizione numero 1 della Modern Rock Tracks, classifica della rivista statunitense Billboard.
Il testo, proprio come altre canzoni di Your Arsenal, affronta il tema del rifiuto, del fallimento e dei desideri che s'infrangono contro la realtà quotidiana. Morrissey canta il suo dolore (quasi fisico) per una mancata corrispondenza affettiva che lo porta a pensare di non farcela quasi ad arrivare sino al domani.
La copertina, realizzata da Linder Sterling, ritrae una foto di Morrissey, in compagnia del suo bassista Gary Day, in un momento di relax a bordo piscina, presso l'hotel Sunset Marquis di West Hollywood. La foto posta sul retro, invece, è tratta dal libro Rockers, di Jurgen Vollmer.  Il videoclip promozionale, diretto da Zack Snyder, è girato (in bianco e nero) tutto con un solo piano sequenza e senza alcun taglio e mostra Morrissey e la band in giro per le strade della parte vecchia di Nizza in Francia.

## Tracce
- US 12"

1. Tomorrow (remixed by Steve Peck) - 4:17
2. Let the Right One Slip In - 2:26
3. There Speaks a True Friend - 2:19

- US CDs

1. Tomorrow (remixed by Steve Peck) - 4:18
2. Let the Right One Slip In - 2:30
3. Pashernate Love - 2:22

## Formazione
- Morrissey – voce
- Alain Whyte - chitarra
- Boz Boorer - chitarra
- Gary Day - basso
- Spencer Cobrin - batteria